# Xistrella dromadaria
Xistrella dromadaria är en insektsart som beskrevs av Bolívar, I. 1909. Xistrella dromadaria ingår i släktet Xistrella och familjen torngräshoppor. Inga underarter finns listade i Catalogue of Life.